# ブッシュロッド・ジョンソン
ブッシュロッド・ラスト・ジョンソン（英: Bushrod Rust Johnson、1817年10月7日 - 1880年9月12日）は、アメリカ合衆国の北部で生まれながら、南北戦争では南軍の将軍になった数少ない者達の一人である。オハイオ州で生まれ、ケンタッキー州とテネシー州で大学教授を務めながら、州の民兵隊でも活動しており、南北戦争が始まったときに、南部の側に就いた。ドネルソン砦では師団長を務めており、砦が陥落したときに捕獲を免れることができたが、シャイローの戦いで負傷した。ピーターズバーグ包囲戦のときは10か月間ロバート・E・リー将軍の下に仕え、アポマトックス・コートハウスでリーと共に降伏した。

## 初期の経歴
ジョンソンは1817年10月7日にオハイオ州ベルモント郡で生まれた。クエーカー教徒として育てられ、その後南部に移転し、叔父と共に地下鉄道 (秘密結社)のために働いた。1840年にウェストポイントの陸軍士官学校を卒業し、アメリカ第3歩兵連隊の少尉に任官された。フロリダ州でセミノール戦争、続いて米墨戦争に従軍した。戦利品を売ったことを告発された後の1847年10月に、軍からの退役を強制された。ケンタッキー州ジョージタウンにあった西部士官学校で自然哲学と化学の教授を務め（在任1848年-1849年）、士官学校がテネシー州ナッシュビルのナッシュビル大学と合併した後は、数学と土木工学の教授となった。この期間、ケンタッキー州とテネシー州で州民兵隊で活動し、大佐の地位まで昇進していた。

## 南北戦争
南北戦争が始まった後、ジョンソンは1861年6月28日にテネシー州民兵隊の工兵大佐として入隊し、その1週間後には南軍正規兵に変更になった。テネシー州カンバーランド川西岸のドネルソン砦と、そこから12マイル (19 km) 西、やはりテネシー州内テネシー川東岸の低く洪水が起きやすい場所に位置するヘンリー砦という新しい川の防衛拠点2か所の任務を受け入れた。1862年1月24日には准将に昇進した。ヘンリー砦は湿地に立ち、しばしば洪水をおこす場所にあり、北軍のユリシーズ・グラント准将に容易に占領されることになる、悲惨な場所にあった。ヘンリー砦に提案された場所を受け入れるときに、南軍の測量チームに入っていた土木技師のアドナ・アンダーソンとテネシー第1歩兵連隊のウィリアム・フォスター少佐の2人から激しい反対があったが、ジョンソンはそれを却下していた。ドネルソン砦の戦いの数日前に、ジョンソンが砦の指揮官に据えられたが、ジョンソンが指揮に就いた僅か数時間後に上級准将のギデオン・J・ピローが着任したので、その指揮官職は短時間で終わった。ドネルソン砦では1個師団を率いたが、実質的には政治に抜け目のないピローの下に入ることとなった。ピローは砦守備隊の1翼を率いて囲まれた砦の包囲線を突破して脱出を図ろうとした。結局砦と守備隊は2月16日にグラント准将に降伏することになったが、その2日後、ジョンソンは穴だらけの北軍包囲線を歩いて抜け出し、捕虜になることを免れた。
ジョンソンは、シャイローの戦いでミシシッピ軍の一個旅団を率いた。その2日目の1862年4月7日には師団長になったが、砲弾の衝撃波によって重傷を負った。その傷から快復すると、ブラクストン・ブラッグ将軍のケンタッキー侵攻とペリービルの戦いで旅団を率い、その後はストーンズリバーの戦い、タラホーマ方面作戦、チカマウガの戦いと続き、さらにジェイムズ・ロングストリート中将の下でノックスビル方面作戦に参戦した。
1864年、ジョンソンはP・G・T・ボーリガード将軍の下でノースカロライナ州とバージニア州南部軍管区の師団長に任命された。バミューダ・ハンドレッド方面作戦の間の5月9日、ジョンソンの師団がスウィフト・クリークでピーターズバーグに向かう北軍の動きを阻止した。ボーリガードの軍が優勢な北軍の攻勢を破り、ジョンソンは5月21日に少将に昇進した。
ピーターズバーグ包囲戦のとき、6月30日のクレーターの戦いで、ジョンソンの師団が守っていた守備陣地が攻撃された。南軍のエリオットのサウスカロライナ旅団が守っていた砦の突出部所の真下に仕掛けられた爆弾が爆発したが、南軍はその日に連隊旗3本と130眼に兵士を捕まえた。10月にボーリガードが西部戦線に転籍となると、ジョンソンの師団は、ロバート・E・リー配下の北バージニア軍で、リチャード・H・アンダーソン中将の第4軍団配属となった。
ジョンソンの師団はその後の7か月間、包囲された塹壕線の中で過ごした。1865年3月下旬、北軍が南軍の右翼側面に回り込んだのに対応するために、ジョンソンの師団が塹壕から出て、3月29日のルイス農園の戦いとなった。3月31日、ジョンソンは師団を率いてホワイトオーク道路での反撃を行った。北軍2個師団を撃退したが、北軍の援軍のために進撃を止められ、後退させられた。4月1日のファイブフォークスの戦いでは、ジョンソンの師団から2個旅団がジョージ・ピケットの指揮下に付けられ、その大半が破壊された。アポマトックスに向けた後退戦では師団の残り部隊を率いた。4月6日に起きたセイラーズクリークの戦いでは、指揮下の師団が打ち砕かれたが、ジョンソンは捕虜になるのを免れた。アポマトックス・コートハウスでリー軍が降伏する時まで、ジョンソンは指揮する部隊も無いままにリー軍に同行していた。投降後にジョンソンは仮釈放された。

## 戦後
戦後のジョンソンは教職に戻り、同じく南軍の将軍だったエドマンド・カービー・スミスと共にナッシュビル大学の教授かつ共同総長（1870年）となった。1875年、健康の悪化と共に大学を辞して、イリノイ州ブライトンの農園に退き、そこで1880年に死んだ。当初はブライトンに近いマイルズステーションに埋葬されたが、1975年にナッシュビル旧市墓地の妻のメアリーの墓の隣に移葬された。